# 維諾赫拉迪夫卡 (塔魯蒂內市鎮)

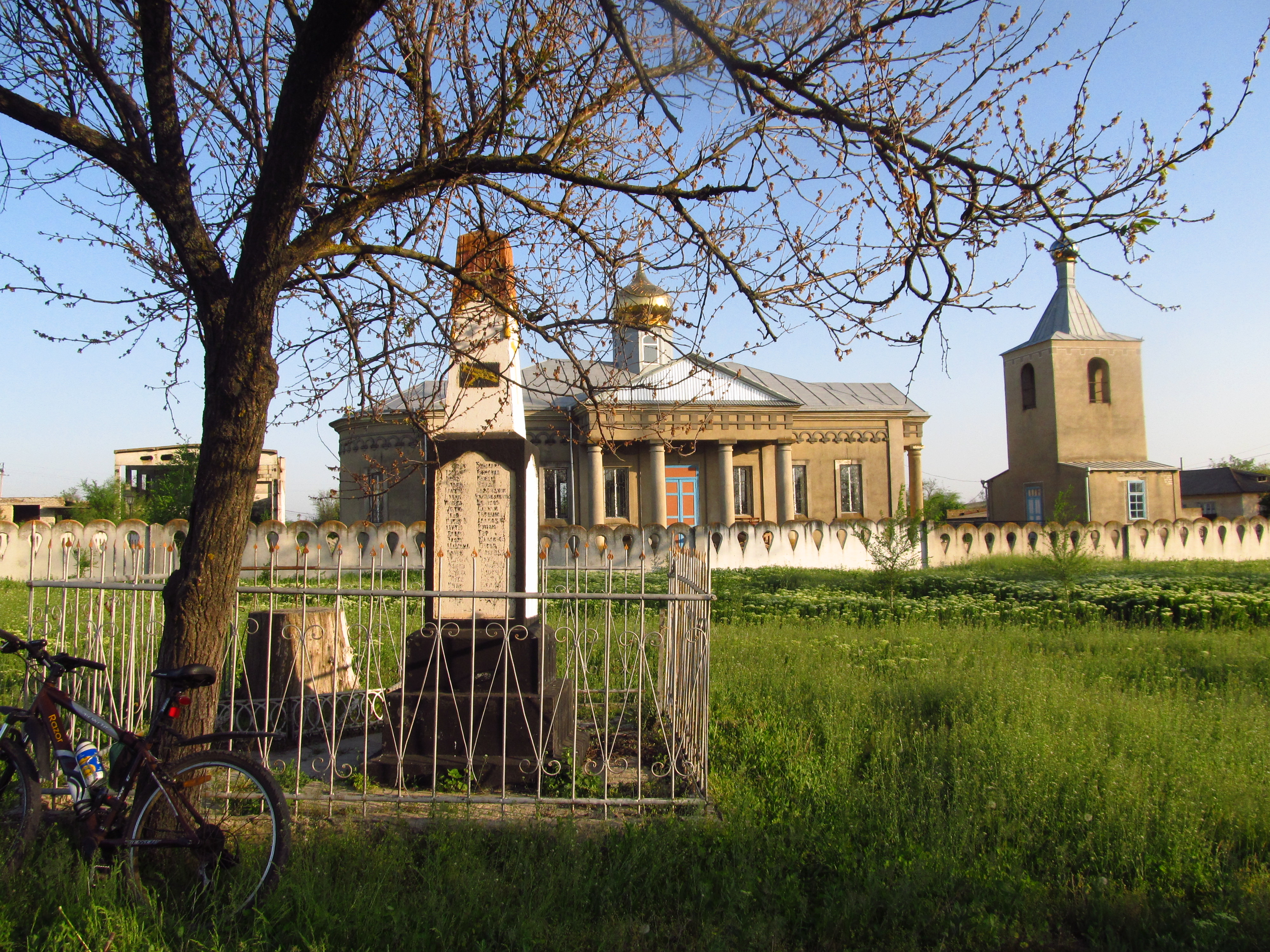
纪念碑和教堂

46°5′8″N 29°7′11″E / 46.08556°N 29.11972°E
維諾赫拉迪夫卡（烏克蘭語：Виноградівка）是位於烏克蘭西南部的村莊，由敖德萨州博爾赫拉德區塔魯蒂內市鎮負責管轄。該村始建於1830年，面積2平方公里，海拔高度85米，2001年人口1,629，人口密度每平方公里814.5人。